# Préfecture autonome tibétaine de Haibei
Cette page contient des caractères spéciaux ou non latins. S’ils s’affichent mal (▯, ?, etc.), consultez la page d’aide Unicode.
La préfecture autonome tibétaine de Haibei (chinois simplifié : 海北藏族自治州 ; pinyin : Hǎiběi zàngzú Zìzhìzhōu ; tibétain : མཚོ་བཡྣང་བོད་རིགས་རང་སྐྱོང་ཁུལ་ ; translittération Wylie : Mtsho-byang Bod-rigs rang-skyong-khul) est une subdivision administrative de la province du Qinghai en Chine.

## Géographie
Sa superficie est de 39 354 km².
Le lac Qinghai historiquement connu sous son nom mongol lac Kokonor ou Koukounoor (« lac Bleu »), ou encore Tso Ngonpo en tibétain est situé pour partie dans la préfecture autonome tibétaine de Haibei.

## Historique

### Armes nucléaires
La première base nucléaire chinoise a été installée dans la préfecture autonome tibétaine de Haibei (plus précisément dans le xian de Haiyan) à quelques kilomètres du lac Kokonor ; elle constitue un complexe militaire nucléaire secret de 1 170 km2. Connu également sous le nom de Northwest Nuclear Weapons Research and Design Academy, il entra en fonction en 1962. Ce site aurait produit de l'uranium enrichi et les premières armes nucléaires chinoises (bombe atomique). Il abrite des zones de lancement de missiles. Il a produit et aurait dispersé dans l'environnement des quantités importantes de déchets radioactifs, jusque dans les années 1980 selon de nombreuses sources non officielles. La base aurait été officiellement fermée en 1987 et déplacée dans le Sichuan, mais elle serait toujours surveillée selon des Tibétains.

## Démographie
La population de la préfecture était estimée à 270 000 habitants en 2004. En 2000, pour une population estimée de 258 922 habitants 24,1 % étaient des Tibétains et 36,6 % des Han.

## Subdivisions administratives
La préfecture autonome tibétaine de Haibei exerce sa juridiction sur quatre subdivisions - trois xian et un xian autonome :
- le xian de Haiyan - 海晏县 Hǎiyàn Xiàn ;
- le xian de Qilian - 祁连县 Qílián Xiàn ;
- le xian de Gangca - 刚察县 Gāngchá Xiàn ;
- le xian autonome hui de Menyuan - 门源回族自治县 Ményuán huízú Zìzhìxiàn.